# Kossebau
Kossebau is een plaats en voormalige gemeente in de Duitse deelstaat Saksen-Anhalt, en maakt deel uit van de Landkreis Stendal.
Kossebau telt 297 inwoners.